# 꿀벌과
꿀벌과는 벌목의 한 과로 꿀벌, 호박벌, 뒤영벌, 꽃벌 등이 이 분류에 속한다.
- 블루투스 신호에 꿀벌이 반응한다.